# مارک دادلی
مارک دادلی (انگلیسی: Mark Dudley؛ زادهٔ ۲۹ ژانویهٔ ۱۹۹۰) بازیکن فوتبال اهل بریتانیا است.
از باشگاه‌هایی که در آن بازی کرده‌است می‌توان به باشگاه فوتبال تاموورث، باشگاه فوتبال دربی کانتی، باشگاه فوتبال آلفرتون تاون، و باشگاه فوتبال سنت پاتریک اتلتیک اشاره کرد.